# Алеково (Великотырновская область)
Алеково (болг. Алеково) — село в Болгарии. Находится в Великотырновской области, входит в общину Свиштов. Население составляет 499 человек (2022).

## Политическая ситуация
В местном кметстве Алеково, в состав которого входит Алеково, должность кмета (старосты) исполняет Димитр Костадинов Василев (Граждане за европейское развитие Болгарии (ГЕРБ)) по результатам выборов.
Кмет (мэр) общины Свиштов — Станислав Петров Благов (коалиция в составе 4 партий: Болгарский земледельческий народный союз (БЗНС), Союз свободной демократии (ССД), Союз демократических сил (СДС), либеральная инициатива «За демократическое европейское развитие» (ЛИДЕР)) по результатам выборов.